# 1-я улица Измайловского Зверинца
1-я у́лица Изма́йловского Звери́нца (с 19 июня 1929 года до 1935 года — 1-я у́лица Изма́йловского Звери́нца посёлка Измайловский Зверинец) — улица в Восточном административном округе города Москвы на территории района Измайлово.

## История
При царе Алексее Михайловиче в районе села Измайлово для охотничьих забав был создан Звериный двор, где содержались олени, туры, лоси. В 1731 году зверинец был расширен и перестроен, в него были завезены из разных стран изюбри, дикобразы, кабаны, китайские коровы, дикие ослы, сайгаки, фазаны, обезьяны. При зверинце выросло селение Звериная слобода, которое затем развилось в посёлок Измайловский Зверинец. В 1826 году зверинец был ликвидирован. 19 июня 1929 года одна из улиц посёлка получила современное название, а сам посёлок в 1935 году вошёл в состав Москвы.

## Расположение
1-я улица Измайловского Зверинца проходит от Московского проспекта на юг параллельно путям Малого кольца Московской железной дороги и Северо-Восточной хорде до 8-й улицы Соколиной Горы, за которой продолжается как Электродный проезд. Нумерация домов начинается от Московского проспекта.

## Примечательные здания и сооружения
- д. 8 — многоярусный паркинг над трассой Северо-Восточной хорды.

## Транспорт

### Наземный транспорт
По 1-й улице Измайловского Зверинца не проходят маршруты наземного общественного транспорта. У первого участка 1-й улицы Измайловского Зверинца, на 2-й улице Измайловского Зверинца, расположены остановка «1-я улица Измайловского Зверинца» автобусов № 7, 131, остановка «Мост Окружной железной дороги» автобусов № 7, 131, 783, у второго участка — остановка «Измайловский парк» автобусов № 7, 131 (на Московском проспекте), остановка «Больница Соколиной Горы» автобуса № 86 (на 8-й улице Соколиной Горы).

### Московское центральное кольцо
Станция МЦК Соколиная Гора. На пересечении 1-й улицы Измайловского Зверинца, с 8-й улицей Соколиной горы.

### Метро
- Станция метро «Партизанская» Арбатско-Покровской линии — севернее улицы, на Измайловском шоссе.
- Станция метро «Шоссе Энтузиастов» Калининской линии — южнее улицы, на пересечении шоссе Энтузиастов с Электродной улицей и Электродным проездом.